# Daniel Cudmore
Daniel Cudmore (Squamish, British Columbia, 20 de janeiro de 1981) é um ator canadense. Ele é mais conhecido por seu papeis como o mutante Colossus nos filmes X-Men 2, X-Men: O Confronto Final e X-Men: Dias de um Futuro Esquecido, e o vampiro Felix nos filmes A Saga Crepúsculo: Lua Nova, A Saga Crepúsculo: Eclipse, A Saga Crepúsculo: Amanhecer – Parte 1 e A Saga Crepúsculo: Amanhecer – Parte 2.
Cudmore nasceu no Canadá, filho de pais britânicos. Cudmore é o irmão do meio em uma família de três meninos.
Daniel frequentou a Gannon University, na Pensilvânia, e foi membro da equipe de futebol americano entre 2000 e 2002. Ele chegou a jogar rúgbi profissionalmente, jogando na linha de frente para o Capilano Rugby Football Club, em Vancouver. Seu irmão mais velho, Jamie, e irmão mais novo, Luke, também foram jogadores profissionais de rúgbi.
Daniel fez teste para o papel-título no filme Superman: O Retorno, mas perdeu para Brandon Routh.

## Filmografia

### Cinema
| Ano  | Título original                                    | Título no Brasil                       | Papel                     |
| ---- | -------------------------------------------------- | -------------------------------------- | ------------------------- |
| 2003 | X2                                                 | X-Men 2                                | Peter Rasputin / Colossus |
| 2004 | A Very Cool Christmas                              | A Very Cool Christmas                  | Gym Guy (para TV)         |
| 2005 | Are We There Yet?                                  | Querem Acabar Comigo                   | Jogador de basquete       |
| 2005 | Alone in the Dark                                  | Alone in the Dark - O Despertar do Mal | Agente Barr               |
| 2006 | X-Men: The Last Stand                              | X-Men: O Confronto Final               | Peter Rasputin / Colossus |
| 2009 | Driven to Kill                                     | Driven to Kill                         | Cara jovem                |
| 2009 | New Moon                                           | Lua Nova                               | Felix                     |
| 2009 | Revolution                                         | Revolution                             | Bito (para TV)            |
| 2010 | The Twilight Saga: Eclipse                         | Eclipse                                | Felix                     |
| 2011 | The Twilight Saga: Breaking Dawn – Part 1          | Amanhecer: Parte 1                     | Felix                     |
| 2012 | The Baytown Outlaws                                | Os Fora da Lei                         | Lincoln Oodie             |
| 2012 | The Twilight Saga: Breaking Dawn - Part 2          | Amanhecer: Parte 2                     | Felix                     |
| 2012 | Rites of Passage                                   | O Ritual                               | Moose                     |
| 2012 | Halo 4: Forward Unto Dawn                          | Halo 4: Forward Unto Dawn              | Master Chief              |
| 2013 | Percy Jackson & the Olympians: The Sea of Monsters | Percy Jackson e o Mar de Monstros      | Manticore                 |
| 2014 | X-Men: Days of Future Past                         | X-Men: Dias de um Futuro Esquecido     | Peter Rasputin / Colossus |

### Televisão
| Ano  | Título            | Papel      | Notas       |
| ---- | ----------------- | ---------- | ----------- |
| 2003 | Stargate SG-1     | Jaffa      | 1 episódio  |
| 2004 | The Collector     | Homenzinho | 3 episódios |
| 2007 | Masters of Horror | Xerife     | 1 episódio  |